# Alice in Heartland
Alice in Heartland (ハートの国のアリス ～Wonderful Wonder World～?, Hāto no Kuni no Arisu: Wonderful Wonder World) è una serie di visual novel otome della casa di produzione Quinrose, liberamente ispirate al romanzo Le avventure di Alice nel Paese delle Meraviglie di Lewis Carroll. Il primo videogioco è uscito in Giappone nel 2007 e ha avuto diversi sequel e spin-off. Dalla serie sono stati tratti diversi manga. La serie si presenta come un dating sim di genere harem, in cui il giocatore veste i panni di Alice e può intrattenere relazioni con diversi personaggi.
Dai giochi sono stati tratti diversi manga e un film anime.

## Trama
Alice è in giardino in compagnia della sorella Lorina. Quando questa la lascia per andare a prendere un mazzo di carte per iniziare una partita, Alice viene rapita da un coniglio antropomorfo. Il Bianconiglio, condottala attraverso un buco nel terreno, in un mondo parallelo, le fa bere a tradimento con un bacio un liquido misterioso, spiegandole che non potrà tornare nel suo mondo sinché la boccetta in cui si trovava la bevanda magica non si sarà nuovamente riempita. Alice, confusa, irritata e smarrita, scopre che solo vivendo nel mondo di Heartland e trascorrendo il suo tempo con gli strani abitanti del luogo sarà in grado di far riempire la boccetta.
Vagando per il bosco che si estende per tutta la regione si imbatte nel clan mafioso del Cappellaio Matto, composto da questi e dai suoi sgherri, negli spensierati frequentatori del luna-park, nei residenti del Castello di Cuori per giungere infine alla Torre dell'Orologio, dove, accolta dall'orologiaio Julius, decide di stabilirsi. Il mondo di Heartland si rivela una vera meraviglia per la straniera inglese: giorno e notte si alternano senza alcun criterio, aprile si rivela essere un mese dalle stagioni impazzite, e ogni giorno non si conclude senza una sparatoria fra le tre fazioni avversarie della regina, del cappellaio o del luna-park.
Conosciuto Ace, il cavaliere di cuori, e reincontrato il Bianconiglio, alias Peter White, Alice viene presentata alla regina Vivaldi, di cui frena gli impulsi omicidi, e che le conferma quanto gli ha rivelato l'incubus Nightmare: ogni abitante di Heartland – uomo o donna che sia – non può non rimanere affascinato dalla figura di Alice. La ragazza, infatti, scopre ben presto grazie ad Ace che lì tutti sono dotati di un orologio meccanico al posto del cuore e che ciò li rende del tutto incoscienti verso la vita umana e impulsivi al punto da risolvere qualsiasi conflitto con scontri armati. Il cavaliere di cuori, facendole ascoltare il proprio ticchettio le fa comprendere quanto sia importante il lavoro di Julius nel regno e come questi rappresenti piuttosto una figura di becchino, che di un semplice artigiano.
Man mano che Alice si ambienta ad Heartland cresce in lei il dispiacere di dover lasciare quel mondo per ritornare a quello d'origine finendo addirittura per accarezzare l'idea di rimanere lì tra i suoi ammiratori, ma presto il ricordo della sorella Lorina le fa maturare la decisione di tornare nella realtà. Il giorno della partenza saluta Julius e guarda Heartland per un'ultima volta dalla torre dell'orologio. Sebbene non informi nessuno, la regina Vivaldi viene a dirle addio, affermando di aver sentito col cuore della sua risoluzione a partire.
Tornata nella realtà, Alice dubita di aver vissuto all'infuori di essa, ma poi le riaffiorano i ricordi della vita trascorsa ad Heartland e con struggimento si ricorda delle persone lì conosciute. Intanto, nella terra dell'incubo Blood il Cappellaio incontra Nightmare, al quale ammette, non esplicitamente, di essere dispiaciuto per la partenza di Alice.
Alice inizia a cercare sua sorella quando appare di fronte a lei Blood che con prepotenza prende in braccio la ragazza e le comunica di volerla riportare in Heartland, poi, senza preavviso, la bacia, facendole ingoiare tutto il liquido magico che già le aveva somministrato Peter la prima volta. Alice, infuriata e imbarazzata, finisce per lasciarsi cadere assieme a Blood nel buco che funge da passaggio comunicante tra i due mondi, contenta di tornare, ricambia il bacio di Blood e torna a vivere ad Heartland.

## Personaggi

Alice in una scena del film

Alice Liddell (アリス＝リデル?, Arisu Rideru)
Doppiata da Rie Kugimiya
Alice si distingue dagli abitanti di Heartland per il suo interesse e rispetto per la vita, qualità che portano man mano gli abitanti del posto a cambiare e venir meno ai loro ruoli fissi imposti dal gioco di carte in cui sono coinvolti. Il suo carattere finisce inoltre per far innamorare la maggior parte degli abitanti che, conquistati da Alice, divengono preda di forti gelosie e capaci di iniziare feroci scontri armati per contendersi le attenzioni della ragazza. Alice, tentata dalla possibilità di vivere in Heartland, non riesce mai del tutto a dimenticare il suo mondo di appartenenza, soprattutto a causa del ricordo della sorella Lorina, sebbene la stessa gli riporti anche a mente il dispiacere di essersi vista sottratta il fidanzato, il quale ha preferito la compagnia della sorella alla sua.
Peter White (ペーター＝ホワイト?, Pētā Howaito)
Doppiato da Kōki Miyata
Ministro della regina e gran lavoratore, è il Bianconiglio responsabile del rapimento di Alice in Heartland. Innamorato profondamente della ragazza, i suoi modi lo rendono tuttavia una sgradita compagnia per quest'ultima che lo accusa più volte di essere un pervertito e una seccatura. Solamente nella sua forma di coniglietto bianco riesce ad entrare nelle grazie della ragazza, che ha un debole per i piccoli animali.
Blood Dupre (ブラッド＝デュプレ?, Buraddo Dupure)
Doppiato da Katsuyuki Konishi
Capo mafioso del clan mafioso dei cappellai, il Cappellaio Matto ha un carattere difficile, ombroso ed imperscrutabile. Ama provocare Alice, con la quale finisce spesso per scambiare "stoccate verbali", innamorato della ragazza, infatti, non riesce a esternare i suoi sentimenti, finendo per farle credere di averla in odio. Nemico della regina di cuori e del marchese del luna park, ha alle sue dipendenze Elliot il leprotto e i gemelli Tweedle Dee e Tweedle Dum. È inoltre fratello di Vivaldi, che scelta in giovane età per succedere alla regina deceduta, è ora sua nemica; questo non impedisce tuttavia ai due fratelli di vedersi saltuariamente nel giardino privato di Blood per bere il tè nero che piace ad entrambi.
Elliot March (エリオット＝マーチ?, Eriotto Māchi)
Doppiato da Tsuguo Mogami
Un coniglio dal "grilletto facile", ispirato alla Lepre Marzolina, e braccio destro di Blood. Elliot si è macchiato del crimine più grave del mondo di Heartland: ha distrutto l'orologio del suo migliore amico in modo da non permettergli di rinascere con una nuova identità. Arrestato da Ace e rinchiuso in prigione, è stato poi fatto evadere da Blood che l'ha preso come suo fedele sottoposto. Convinto di non essere un coniglio nonostante le orecchie, adduce come prova di questo il fatto che gli piacciano solo i piatti a base di carote e non le stesse verdure crude.
Tweedle Dee e Tweedle Dum (トゥイードル＝ディー、トゥイードル＝ダム?, Tuīdoru Dī, Tuīdoru Damu)
Doppiati da Jun Fukuyama
I due gemelli guardiani della magione dei cappellai, ispirati a Tweedledum e Tweedledee. Ben poco motivati nel loro lavoro, trovano ogni scusa per saltare i loro turni o divertirsi in orario lavorativo. Conosciuta Alice, finiscono per diventare suoi ammiratori e gelosissimi amici. Nel secondo gioco e nell'anime viene rivelato che possono assumere sembianze adulte a loro piacimento.
Boris Airay (ボリス＝エレイ?, Borisu Erei)
Doppiato da Noriaki Sugiyama
Lo Stregatto, assiduo frequentatore del luna park e intimo del marchese suo proprietario. Particolarmente spensierato, ama intrufolarsi nel castello di cuori per far infuriare le guardie, anche a costo della vita. È il primo a tentare di consolare Alice e a farla ridere, quando questa è giù, inoltre è uno dei primi a tenere da conto le idee non-violente della ragazza, cercando di evitare di uccidere senza remore come in precedenza. La scarsa cura della sua vita lo portano a correre spesso rischi inutili e a rimanere ferito perché incauto, Alice, molto affezionata a Boris, lo cura sempre quando necessario.
Mary Gowland (メリー＝ゴーランド?, Merī Gōrando)
Doppiato da Ken'yū Horiuchi
Basato sulla figura della Duchessa, il suo nome è un gioco di parole che ricorda la formula "merry-go-round", per questo ha tentato in passato di tenere nascosto il suo nome, ma Blood ha finito per scoprirlo e rivelarlo a tutti gli abitanti di Heartland, trasformando Gowland nello zimbello del paese e Blood nel nemico numero uno del marchese. È il proprietario del luna-park ed amico stretto di Boris, il quale condivide l'allegra spensieratezza e scarsa cura dell'incolumintà propria ed altrui. Incantato dalla personalità di Alice, le regale un biglietto di platino gratuito per avere accesso al parco dei divertimenti quando desidera.
Vivaldi (ビバルディ?, Bibarudi)
Doppiata da Yūko Kaida
Dispotica regina di cuori, usa il proprio potere per mettere a morte a suo piacimento ogni suddito che si attiri le sue attenzioni in un suo momento d'ira. È solita nascondere sotto un'apparenza fredda i propri sentimenti; solo ad Alice si permette infatti di mostrare il suo lato dolce e le sue emozioni: ama infatti segretamente i peluche più teneri e nutre per il re di cuori una cotta che, sebbene neghi, la rende particolarmente gelosa nei suoi confronti. È sorella di Blood Dupre, dal quale si è separata in tenera età per assumere il ruolo vacante di regina al castello di Cuori. Sebbene sia nemica del fratello, si incontra con lui nel suo roseto per prendere ogni tanto il tè nero che piace ad entrambi. Amica di Alice, sebbene donna, cade anch'ella preda del fascino della ragazza e le offre più volte di stabilirsi con lei alla reggia; Vivaldi è solita parlare con atteggiamento sprezzante e di superiorità nei confronti degli uomini in generale, come conferma quando va a dire addio ad Alice sulla torre dell'orologio, unica a salutarla per "sentito" della partenza dell'amica.
Ace (エース?, Ēsu)
Doppiato da Daisuke Hirakawa
È il cavaliere alle dipendenze della regina. Riconosciuto come il più grande spadaccino di Heartland, Ace ha d'altra parte un pessimo senso dell'orientamento al punto di perdersi anche per giorni e vagare senza meta nel bosco accampandosi di quando in quando. È il primo ad ammettere di non essere stato sedotto dalla personalità di Alice, ma è anche il primo ad ascoltare sul petto della ragazza il suo battito cardiaco, ben sapendo di possedere al suo posto solo un ticchettio meccanico. A conoscenza della leggenda che vuole che la Straniera dell'altro mondo possa portare a cambiare gli abitanti di Heartland e far loro tradire i loro ruoli, Ace rimane deluso nel constatare di essere rimasto sempre lo stesso, arrivando al punto di attentare alla vita di Alice pur di provocare un qualsiasi cambiamento. Poi, dopo uno scontro con lo Stregatto, si ritrova incapace di uccidere la ragazza, desistendo.
Julius Monrey (ユリウス＝モンレー?, Yuriusu Monrē)
Doppiato da Takehito Koyasu
Orologiaio, ma da molti chiamato "il becchino", del regno di Heartland. È il primo a imbattersi in Alice, catapultata dal mondo reale alla cima della torre dell'orologio. Freddo e dedito al lavoro sopra ogni cosa, accetta la presenza della ragazza nella torre senza troppa resistenza. Sebbene affermi ufficialmente di non trovare la presenza di Alice seccante, finisce per affezionarvisi, finendo così anche lui vittima del fascino magnetico di lei e lottando contro Blood, venuto a prendere con la forza Alice.
Nightmare Gottschalk (ナイトメア＝ゴットシャルク?, Naitomea Gottosharuku)
Doppiato da Tomokazu Sugita
Legato alla figura del Brucaliffo, Nightmare è un incubus di Cloverland, la terra del sogno. È con i suoi poteri ed il suo benestare che Peter porta Alice nel mondo di Heartland. È solito visitare la ragazza in sogno, spiegandole i meccanismi del regno o, spesso, semplicemente confondendola. Sebbene non mostri mai alcun attaccamento verso di lei, non è innegabile che provi un interesse romantico verso Alice, come del resto tutti soffrono della sua influenza. Particolarmente debole, quando tossisce sputa spesso sangue e mal tollera il freddo, così è solito trascorrere l'imprevedibile mese di aprile nella torre dell'orologio, servito da Gray.
Gray Ringmarc (グレイ＝リングマーク?, Gurei Ringumāku)
Doppiato da Kazuya Nakai
Ispirato alla figura di Bill la lucertola, è il servitore di Nightmare, che accompagna ogni aprile nella torre di Julius l'orologiaio. Grande lavoratore, sebbene sia un servitore è lui in realtà ad impartire ordini al proprio signore, preoccupato soprattutto per la sua salute, questo sua pignoleria e grande cura gli hanno fatto guadagnare il soprannome di "mamma" o "mammina" a sua insaputa.
Pierce Villiers (ピアス＝ヴィリエ?, Piasu Virie)
Doppiato da Sōichirō Hoshi
Il ghiro di Cloverland, Alice lo incontra la prima volta durante l'estate del luna-park nel mese di aprile. Sebbene risieda stabilmente nel regno di Clover, è un membro del clan dei cappellai a tutti gli effetti e suo compito è quello di "spazzino", di recuperare ovvero gli orologi dei membri deceduti della famiglia, compito che l'ha reso inviso a Julius e particolarmente odiato da Ace.
Lorina Liddell (ロリーナ＝リデル?, Rorina Rideru)
Doppiata da Mika Kanda
Sorella maggiore di Alice, bada sin dall'infanzia alla sorella minore. Nonostante il grande affetto per la sorella Lorina ha finito per fidanzarsi col ragazzo di questa, per questo motivo Alice prova nei confronti della sorella sentimenti di amore misti ad odio e gelosia.

## Media

### Videogiochi
- Heart no Kuni no Alice (2007) per Windows, PlayStation 3, PlayStation Portable
- Clover no Kuni no Alice (2007) per Windows, PlayStation 3, PlayStation Portable
- Joker no Kuni no Alice (2009) per Windows
- Diamond no Kuni no Alice (2009) per PlayStation Portable
- Anniversary no Kuni no Alice (2010) per Windows, PlayStation Portable
- Omochabako no Kuni no Alice (2011) per PlayStation Portable
- Diamond no Kuni no Alice: Wonderful Mirror World (2013) per PlayStation Portable
- Heart no Kuni no Alice: Wonderful Twin World (2014) per PlayStation Portable

Il primo videogioco della serie, Heart no Kuni no Alice: Wonderful Wonder World (ハートの国のアリス ~Wonderful Wonder World~?), è una visual novel otome sviluppata da Quinrose e pubblicata in Giappone il 14 febbraio 2007 per Microsoft Windows. Il gioco è liberamente ispirato al romanzo Le avventure di Alice nel Paese delle Meraviglie di Lewis Carroll e si profila come un simulatore di appuntamenti in cui il giocatore veste i panni di Alice e può intrattenere relazioni con i diversi personaggi maschili. La software house giapponese Prototype ne ha effettuato un porting per PlayStation 2, messo in commercio dal 18 settembre 2008, e per PlayStation Portable, pubblicato il 20 agosto 2009.
Un sequel intitolato Clover no Kuni no Alice: Wonderful Wonder World (クローバーの国のアリス〜Wonderful Wonder World〜?) è stato pubblicato da Quinrose il 25 dicembre 2007 per Microsoft Windows e adattato da Prototype per PlayStation 2 il 15 aprile 2010 e per PlayStation Portable il 31 marzo 2011. Il gioco è ambientato a Cloverland e segue gli eventi del primo titolo con la premessa che Alice non si sia innamorata di nessuno e abbia mantenuto solo rapporti di amicizia con tutti i coprotagonisti. Heart e Clover sono stati accompagnati dall'uscita di un terzo gioco, il fan disc Joker no Kuni no Alice: Wonderful Wonder World (ジョーカーの国のアリス〜Wonderful Wonder World〜?), sviluppato da Quinrose e pubblicato il 31 ottobre 2009 per Microsoft Windows, che tratta di una storia parallela agli eventi dei due capitoli precedenti.
Il 14 marzo 2010 per Microsoft Windows e il 28 luglio 2011 per PlayStation Portable è uscito Anniversary no Kuni no Alice: Wonderful Wonder World (アニバーサリーの国のアリス～Wonderful Wonder World～?), un remake di Heart no Kuni no Alice con sfondi e immagini ridisegnati e linee narrative addizionali. A questo ha fatto seguito Omochabako no Kuni no Alice: Wonderful Wonder World (おもちゃ箱の国のアリス～Wonderful Wonder World～?), un ulteriore fan disc per PlayStation Portable uscito nel dicembre 2011 che presenta 26 archi narrativi differenti. Diamond no Kuni no Alice: Wonderful Wonder World (ダイヤの国のアリス～Wonderful Wonder World～?) è stato pubblicato il 20 dicembre 2012 per PlayStation Portable come sequel di Clover no Kuni no Alice e introduce nuovi personaggi e una nuova regione. La storia prosegue poi con Diamond no Kuni no Alice: Wonderful Mirror World (ダイヤの国のアリス～Wonderful Mirror World～?), uscito il 25 luglio 2013 per PlayStation Portable, e con Heart no Kuni no Alice: Wonderful Twin World (ハートの国のアリス〜Wonderful Twin World〜?), un sequel di Heart no kuni no Alice pubblicato il 29 maggio 2014.

### Manga

Copertina dell'edizione italiana del primo numero di Alice in Heartland

Le visual novel sono state adattate in numerosi manga. Le opere ambientate a Heartland sono:
- Alice in Heartland (ハートの国のアリス ~Wonderful Wonder World~?, Hāto no Kuni no Arisu: Wonderful Wonder World), scritto da Quinrose, disegnato da Sōmei Hoshino e serializzato sulla rivista Comic Blade Avarus di Mag Garden da ottobre 2007 a settembre 2010, poi raccolto in sei volumi tankōbon. Pubblicato in italiano da GP Manga dal 18 aprile 2010 al 18 giugno 2011. Adattamento del primo gioco[4].

- Alice in Heartland: Love Fables (恋愛おとぎ話?, Renai otogibanashi), serie di cinque volumi manga scritti da Quinrose e illustrati da Mamenosuke Fujimaru, Ryokuka Atsuki, Tone Chachaya, Ren Kawahara e Kosugi S., pubblicati tra il 2009 e il 2010 da Ichijinsha. Ogni volume raccoglie diverse storie autoconlusive ispirate a Alice in Heartland e ad altre due visual novel della casa di produzione Quinrose: Crimson Empire e Arabians Lost. Pubblicata in italiano da GP Manga tra il 2012 e il 2015.

- Alice in Heartland: Anniversary (アニバーサリーの国のアリス~時計屋?, Anibāsarī no Kuni no Arisu: Tokeiya), scritto da Quinrose, disegnato da Mamenosuke Fujimaru e pubblicato da Ichijinsha nel 2010, poi raccolto in un volume tankōbon. L'opera si focalizza sulla relazione tra Alice e Julius Monrey, l'orologiaio di Heartland. Pubblicato in italiano da GP Manga l'11 febbraio 2012.

- Alice in Heartland: My Fanatic Rabbit (ハートの国のアリス ―My Fanatic Rabbit―?), scritto da Owl Shinotsuki, disegnato da Delico Psyche e serializzato sulla rivista Comic Blade Avarus di Mag Garden tra il 2010 e il 2011, poi raccolto in due volumi tankōbon. Pubblicato in italiano da GP Manga dal 30 giugno 2011 al 15 maggio 2012. L'opera si focalizza sulla relazione tra Alice e Elliot Hare, la lepre marzolina.

- Heart no Kuni no Alice: Bōshiya to shin'ya no osakai (ハートの国のアリス～帽子屋と深夜のお茶会～?), scritto da Quinrose, disegnato da Riko Sakura e pubblicato da Ichijinsha dal 2010 al 2011, poi raccolto in due volumi tankōbon. L'opera si focalizza sulla relazione tra Alice e Blood Duprè, il cappellaio matto di Heartland.

- Heart no kuni no Alice: Koisuru ibara no meikyū (ハートの国のアリス~恋する茨の迷宮~?), scritto da Quinrose, disegnato da Aoi Kurihara e serializzato sul sito web Zero Sum Online di Ichijinsha nel 2011, poi raccolto in un volume tankōbon. L'opera si focalizza sulla relazione tra Alice e Julius Monrey, l'orologiaio di Heartland[5].

Le opere ambientate a Cloverland sono:

Copertina dell'edizione italiana di Alice in Cloverland: Bloody Twins

- Alice in Cloverland: Bloody Twins (クローバーの国のアリス~ブラッディ・ツインズ?), scritto da Quinrose, disegnato da Mamenosuke Fujimaru e serializzato sulla rivista Comic Zero Sum di Ichijinsha nel 2009, poi raccolto in un volume tankōbon. L'opera si focalizza sulla relazione tra Alice e i gemelli Tweedle Dee e Tweedle Dum. Pubblicata in italiano da GP Manga nel dicembre 2015.

- Clover no Kuni no Alice: Heart no kishi (クローバーの国のアリス ～ハートの騎士～?), scritto da Quinrose, disegnato da Mamenosuke Fujimaru e serializzato sulla rivista Comic Zero Sum di Ichijinsha nel 2009, poi raccolto in un volume tankōbon. L'opera si focalizza sulla relazione tra Alice e Ace, il cavaliere di cuori.

- Clover no Kuni no Alice: Cheshire neko to waltz (クローバーの国のアリス~チェシャ猫とワルツ~?, Kurōbā no Kuni no Arisu: Chesha neko to warutsu), scritto da Quinrose, disegnato da Mamenosuke Fujimaru e serializzato sulla rivista Comic Zero Sum di Ichijinsha dal 2009 al 2011, poi raccolto in sette volumi tankōbon. L'opera si focalizza sulla relazione tra Alice e Boris lo stregatto.

- Clover no Kuni no Alice: Nightmare (クローバーの国のアリス ～三月ウサギ～?), scritto da Quinrose, disegnato da Job e serializzato sulla rivista Comic Zero Sum di Ichijinsha nel 2010, poi raccolto in un volume tankōbon. L'opera si focalizza sulla relazione tra Alice e Nightmare, incubus e signore di Cloverland.

- Alice in Cloverland: La trappola del bianconiglio (クローバーの国のアリス 〜白ウサギと時計仕掛けの罠〜?, Kurōbā no Kuni no Arisu: Shiro usagi to tokei shikake no wana), scritto da Quinrose, disegnato da Nayu Kizaki e serializzato sulla rivista Comic Zero Sum di Ichijinsha nel 2010, poi raccolto in tre volumi tankōbon. L'opera si focalizza sulla relazione tra Alice e Peter White, il Bianconiglio. Pubblicata in italiano da GP Manga da luglio a settembre 2012.

- Clover no Kuni no Alice: Sangatsu usagi (クローバーの国のアリス ～三月ウサギ～?), scritto da Quinrose, disegnato da Soyoko Iwaki e serializzato sulla rivista Comic Zero Sum di Ichijinsha nel 2010, poi raccolto in un volume tankōbon. L'opera si focalizza sulla relazione tra Alice e Elliot Hare, la lepre marzolina.

- Clover no Kuni no Alice: Futago no koibito (クローバーの国のアリス〜双子の恋人〜?), scritto da Quinrose, disegnato da Kei Shichiri e serializzato sulla rivista Comic Zero Sum di Ichijinsha nel 2011, poi raccolto in un volume tankōbon. L'opera si focalizza sulla relazione tra Alice e e i gemelli Tweedle Dee e Tweedle Dum.

- Clover no Kuni no Alice: Kishi no kokoroe (ハートの国のアリス〜騎士の心得〜?), scritto da Quinrose, disegnato da Sai Asai e serializzato sulla rivista Comic Zero Sum di Ichijinsha nel 2011 e 2012, poi raccolto in tre volumi tankōbon. L'opera si focalizza sulla relazione tra Alice e Ace, il cavaliere di cuori.

- Clover no Kuni no Alice: Sangatsu usagi no kakumei (クローバーの国のアリス~三月ウサギの革命~?), scritto da Quinrose, disegnato da Ryo Kazuki e serializzato sulla rivista Comic Zero Sum di Ichijinsha nel 2012, poi raccolto in un volume tankōbon. L'opera si focalizza sulla relazione tra Alice e Elliot Hare, la lepre marzolina.

- Joker no Kuni no Alice: Circus to Usotsuki Game (ジョーカーの国のアリス～サーカスと嘘つきゲーム～?), scritto da Quinrose, disegnato da Mamenosuke Fujimaru e serializzato sulla rivista Comic Zero Sum di Ichijinsha tra il 2011 e il 2012, poi raccolto in sette volumi tankōbon[6].

### Anime
Un adattamento OAV dei giochi è stato annunciato nel novembre 2008, ma Quinrose ha reso in seguito noto sul suo blog che l'uscita dell'anime era stata posticipata indefinitivamente. Al suo posto, il 30 luglio 2011 è uscito un film anime intitolato Gekijō-ban Heart no Kuni no Alice: Wonderful Wonder World (劇場版ハートの国のアリス～Wonderful Wonder World～?), prodotto da Asahi Production e diretto da Hideaki Ōba. Il film si snoda per più livelli narrativi e segue indistintamente le vicende di ogni personaggio senza soffermarsi troppo su alcuna linea narrativa o avvenimento in particolare. Il finale dell'adattamento si discosta sensibilmente dai giochi: in quanto in essi Alice fin dall'inizio raccoglie coscientemente il liquido magico che le permetterà di tornare nel mondo reale, mentre nell'anime l'ampolla le viene affidata senza alcuna spiegazione tanto che, non curandosene, Alice scoprirà presto di averla perduta; solo dopo i titoli di coda viene rivelato che è stato in realtà Blood a sottrarle la fiala, costringendola così a non abbandonare più il regno di Heartland.